# Шольп, Евгений Густавович
Евгений Густавович Шольп (1863—1916) — член Государственной думы I созыва от Киевской губернии

## Биография
Украинец, православный. Окончил Орловскую военную гимназию (1881), Михайловское артиллерийское училище (1884) и Военно-юридическую академию. С 1894 по 1899 год служил артиллерийским офицером.
Переехал в Сибирь, где стал мировым судьей в Красноярске, позднее член Красноярского окружного суда. В этом качестве он ежедневно рассматривал до 20 дел, а ежемесячно до 250 дел.
В 1899—1900 оказывал помощь в организации приюта для бедных на курортном озере Шира (Енисейская губерния). Возглавил красноярское Общество трезвости, входил в руководство (совет) Общества грамотности, сотрудничал с комиссией по нуждам сельскохозяйственной промышленности; занимался изучением переселенческого дела. Печатался в журналах «Восточное обозрение» (Иркутск) и «Сибирь» (Санкт-Петербург). Избран гласным Красноярской городской думы. В 1902 году, находясь в этом качестве, в рамках работы уездных и губернских комитетов Особого совещания о нуждах сельскохозяйственной промышленности подготовил законопроект о развитии земства в Сибири. Шольп выступал за трехкуриальное земство и предлагал учредить волостные земские структуры, заменив ими существовавшие в то время волостные правления.
С 1903 член Уманского окружного суда. Организовал в Умани Общество грамотности, председатель городской библиотеки и отделения Красного Креста. Председатель Уманского комитета Конституционно-демократической партии, позднее — член её Киевского губернского комитета.
21 апреля 1906 избран в Государственную думу I созыва от общего состава выборщиков Киевского губернского избирательного собрания. Вошёл в Конституционно-демократическую фракцию и Украинскую громаду. Член комиссии об исследовании незаконных действий должностных лиц, комиссии о гражданском равенстве и бюджетной комиссии. Подписал законопроект «О гражданском равенстве». Докладчик Комиссии по незаконным действиям администрации. Выступал в прениях по аграрному вопросу, по Наказу, о продовольственной помощи населению. В одной из своих речей обратил внимание на то, что «в Западном крае усиленно преследовались всякие попытки со стороны крестьян войти в сношение с депутатами». Вошёл в так называемую «запросную» комиссию. 13 (26) июня сделал доклад при обсуждении «казачьего вопроса», довёл до сведения членов Государственной Думы заключение комиссии, рассмотревшей заявление № 103 о запросе по поводу незаконной мобилизации полков 2-й и 3-й очереди и использования их для внутренней полицейской службы. Всего было мобилизовано 40 казачьих полков и 50 отдельных казачьих сотен, то есть ещё, если свести их в полки, 8 полков, как минимум. Из мобилизованных 24-х донских полков только 4 воевало с японцами, остальные 20 со своими.
10 июля 1906 года в г. Выборге подписал «Выборгское воззвание» и осуждён по ст. 129, ч. 1, п. п. 51 и 3 Уголовного Уложения, приговорён к 3 месяцам тюрьмы и лишён права быть избранным. На процессе 12-18 декабря 1907 года не присутствовал, так как был болен.
В 1908 году присяжный поверенный Одесской Судебной палаты, при этом проживал в Киеве.
В 1915 году на июньской конференции кадетской партии Шольп предупреждал, что «русскому освободительному движению грозит такое явление, какого ещё не бывало: до сих пор широкие народные массы ещё не были настроены юдофобски». Однако теперь источником юдофобства стала пятимиллионная русская армия, и Шольп опасался, что «не будет деревни, куда бы не была занесена эта зараза».
Скончался в Киеве 9 (22) января 1916 года.

## Семья
- Жена — Елизавета Михайловна Шестакова (1869—?)[10]
  - Дочь — Александра Евгеньевна Шольп[укр.] (1905—1989), музыковед
- Отец —  Густав Васильевич Шольп (14.11.1830—29.12.1898)[10]
  - Брат — Александр Густавович Шольп (1857—1938), генерал-майор, участник Белого движения[11].
  - Сестра —  Юлия Густавовна Шольп (1861—1938)[10]
  - Брат — Аркадий Густавович Шольп (1864—?), начальник службы движения Привислянской железной дороги в г. Варшава[12]
  - Сестра —  Александра Густавовна Шольп (1883—?)[10]
  - Сестра — Ольга Густавовна Шольп (?—24 ноября 1941[10]), начальница гимназии Шольп в Одессе[13].

## Сочинения
- Шольп Е. Г. Нужды сельско-хозяйственной промышленности Енисейской губернии в сравнении с губерниями земскими. — Красноярск : Типо-лит. М. Я. Кохановской, 1903. Ч. 1: Нужды общие, Ч. 2: Нужды особенные. — 1903. — [155] c.
- Шольп Евг. Московские впечатления // Венок на могилу Сергея Андреевича Муромцева / Под ред.: В. П. Обнинский. — М.: Типо-лит. т-ва И. Н. Кушнерев и Ко, 1910. c. 69-72
- Шольп Е. Г. Обрывки воспоминаний о В. М. Гаршине // Современники о В. М. Гаршине : воспоминания. — Саратов : Изд-во ун-та, 1977. — 251 с.